# Marie Henriette von Österreich

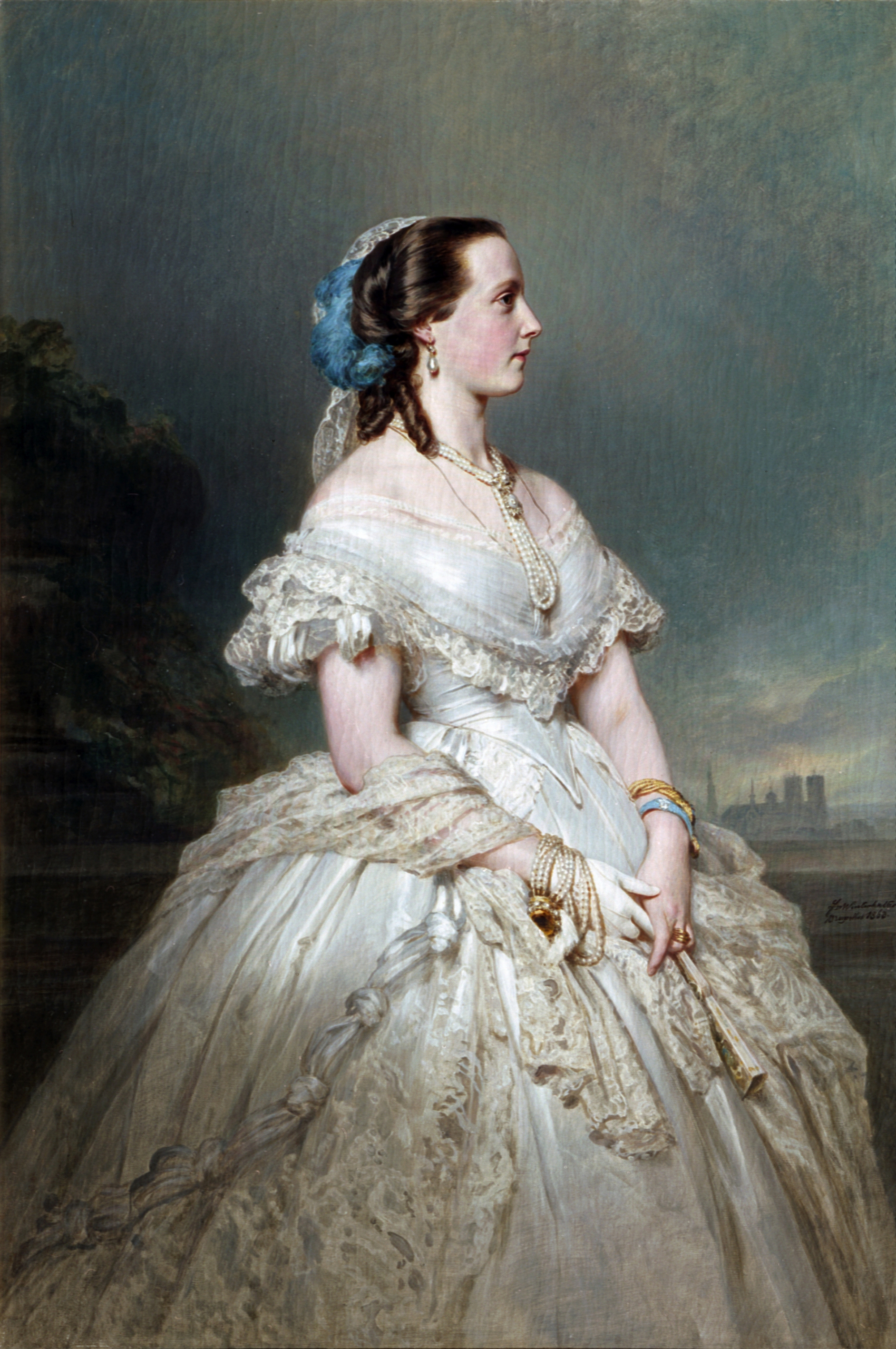
Marie Henriette von Österreich auf einem Porträt von Franz Xaver Winterhalter

Marie Henriette Anne von Österreich VA (* 23. August 1836 in Pest, Ungarn; † 19. September 1902 in Spa) war ein Mitglied des Hauses Habsburg-Lothringen und durch Heirat von 1865 bis 1902 Königin der Belgier. Sie stammte aus dem ungarischen Zweig des Hauses Habsburg-Lothringen, der auf Erzherzog Joseph († 1847), den siebten Sohn von Kaiser Leopold II., zurückging.

## Familie, Jugend und Heirat

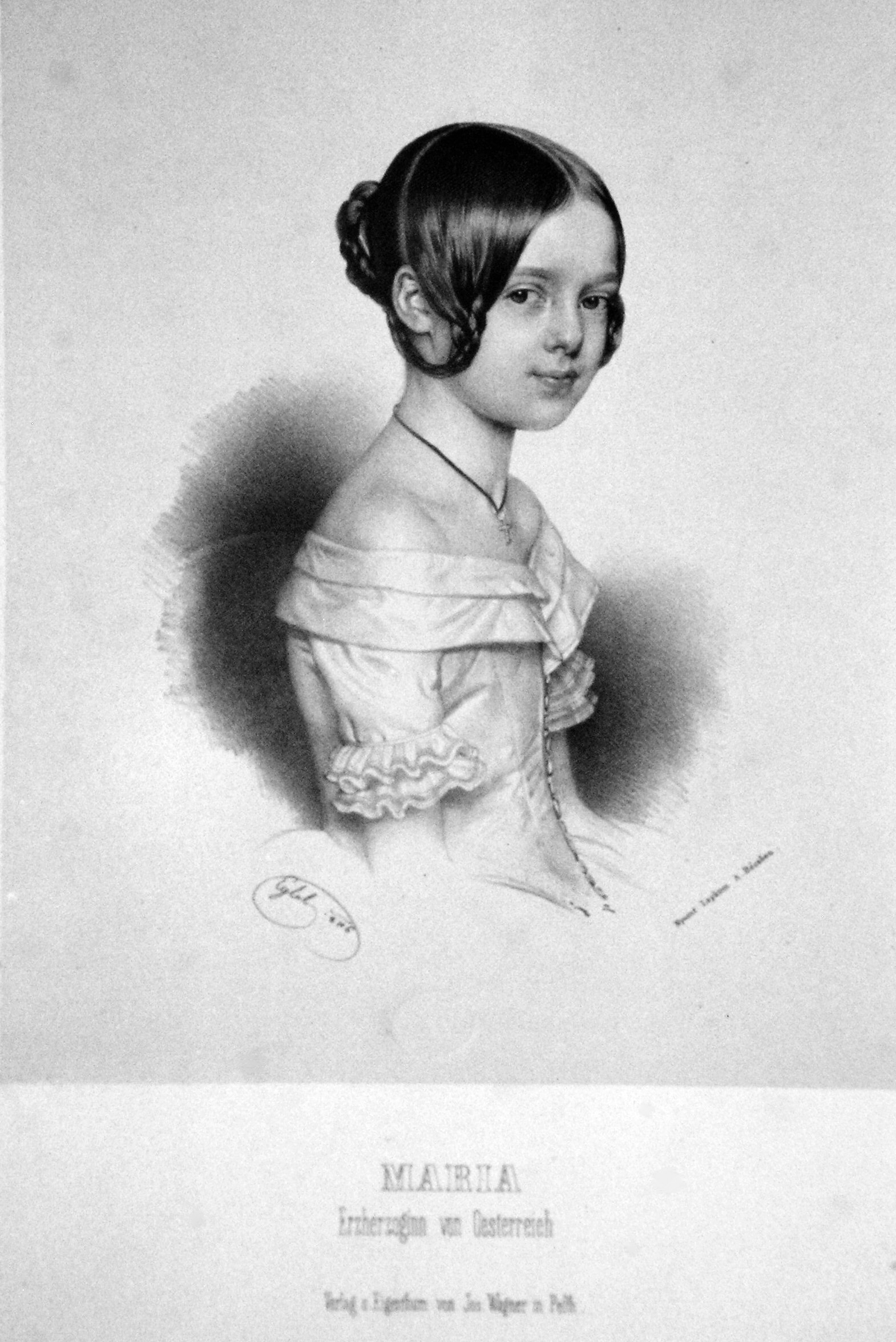
Marie Henriette als Kind, Lithografie von Franz Eybl (1845)

Marie Henriette wurde als jüngste Tochter des Erzherzogs Joseph Anton von Österreich, Palatin von Ungarn, und dessen dritter Frau Maria Dorothea von Württemberg geboren. Sie wuchs zusammen mit ihren Geschwistern unbeschwert in Ungarn auf. Die Erzherzogin liebte Pferde über alles und war sehr sportlich. Sie interessierte sich für Musik und Malerei, komponierte später sogar eine Oper: Wanda.
Als Marie Henriette 17 Jahre alt war, wurde aus politischen Gründen ihre Vermählung mit dem ein Jahr älteren Kronprinzen von Belgien und Herzog von Brabant, Leopold, beschlossen. Dessen Vater, König Leopold I., fürchtete Annexionsbestrebungen Napoleons III. und suchte daher eine Annäherung an andere europäische Großmächte. Die Eheverbindung mit den Habsburgern sollte die Wahrung der belgischen Souveränität sichern helfen und außerdem die neu errichtete belgische Monarchie fester an die etablierten katholischen  Dynastien Europas anbinden. Marie Henriettes Heirat per procurationem fand am 10. August 1853 im Schloss Schönbrunn in Wien statt. Am 20. August kam sie in Belgien an. Engelbert Sterckx, Erzbischof von Mecheln und Primas der katholischen Kirche Belgiens, zelebrierte am 22. August die eigentliche Hochzeit, die in der Kathedrale der heiligen Gudula in Brüssel vonstattenging. Am folgenden Tag veranstalteten die Zünfte und Künstlergenossenschaften Brüssels zu Ehren des Brautpaars einen prächtigen historischen Aufzug.
Die Ehe Marie Henriettes mit Leopold war von Anfang an sehr unglücklich. Die lebhafte, heitere und freiheitsliebende Erzherzogin passte charakterlich nicht zum steifen und kühlen, sich reserviert zeigenden belgischen Kronprinzen. Fürstin Melanie Metternich, dritte Gattin des führenden österreichischen Staatsmanns Klemens Wenzel Lothar von Metternich, sagte unter Bezugnahme auf Marie Henriettes Pferdeliebe lachend, dass sich hier ein Husarenleutnant mit einer Nonne vermähle; mit Letzterer sei aber der Herzog von Brabant gemeint. Um einen Thronerben zu bekommen, lebte Marie Henriette dennoch anfangs mit ihrem Gemahl zusammen und begleitete ihn beispielsweise 1855 auf einer mehrmonatigen Orientreise.
Das Paar bekam vier Kinder:
- Louise (* 18. Februar 1858; †  1. März 1924) ⚭ Prinz Philipp von Sachsen-Coburg und Gotha
- Leopold (* 12. Juni 1859; † 22. Januar 1869)
- Stephanie (* 21. Mai 1864; † 23. August 1945)

1. ⚭ Erzherzog Rudolf von Österreich
2. ⚭ Elemér Edmund Graf Lónyay von Nagy-Lónya und Vásáros-Namény

- Clementine (* 30. Juli 1872; † 8. März 1955) ⚭ das Oberhaupt der Bonapartes, Prinz Napoléon Victor Jérôme Frédéric Bonaparte (1862–1926)

## Königin von Belgien

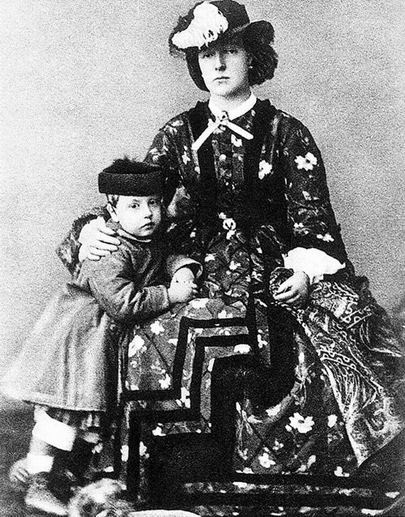
Marie Henriette mit ihrem früh verstorbenen Sohn Leopold

Nach dem Ableben König Leopolds I. († 10. Dezember 1865) bestieg Marie Henriettes nun 30-jähriger Ehemann als Leopold II. den Thron von Belgien. Er lehnte eine Teilnahme seiner Gattin an den Krönungsfeierlichkeiten ab, obwohl sie ihm bereits drei Kinder geboren hatte.
Politisch konnte Marie Henriette keinen Einfluss ausüben und nahm nur repräsentative Pflichten wahr. Immerhin wurde sie 1867 mit der Heimführung ihrer mental gestörten Schwägerin, der Kaiserin Carlota von Mexiko, beauftragt, deren Gatte Maximilian, Bruder des österreichischen Kaisers Franz Joseph, am 19. Juni 1867 in Mexiko erschossen worden war. Marie Henriette begab sich nach Wien und handelte die Heimkehr der unglücklichen Kaiserin aus, die sie auf ihrem Rückweg vom bei Triest gelegenen Schloss Miramare nach Belgien begleitete.
Das Verhältnis Leopolds II. zu seiner Gattin war sehr konfliktträchtig, auch weil er offen viele außereheliche Affären unterhielt.  Marie Henriette wurde aufgrund dieser dauernden Erniedrigungen kalt und unzugänglich. Ihre Kinder wurden sehr streng und mit Disziplin erzogen, vielleicht weil sie glaubte, durch eine entbehrungsreiche Kindheit könne das Leben leichter gemeistert werden. Als 1869 ihr einziger Sohn, Kronprinz Leopold, im Alter von nur neun Jahren an einer Lungenentzündung starb, nachdem er in einen Teich gefallen war, zerbrach Marie Henriette. Auch Leopold II. war schwer getroffen, und sein Verhältnis zu seiner Gattin verschlechterte sich weiter. Die Königin wurde 1872 nochmals schwanger, aber der heiß ersehnte männliche Nachwuchs blieb aus. Sie gebar wieder ein Mädchen, Clementine. Damit war ihre Ehe endgültig gescheitert. Ihre Leidenschaft galt nun, sehr zum Missfallen ihres Gatten, ihren ungarischen Pferden. Die im August 1878 mit viel Pomp gefeierte silberne Hochzeit des belgischen Königspaares änderte  nichts an seiner Entfremdung.

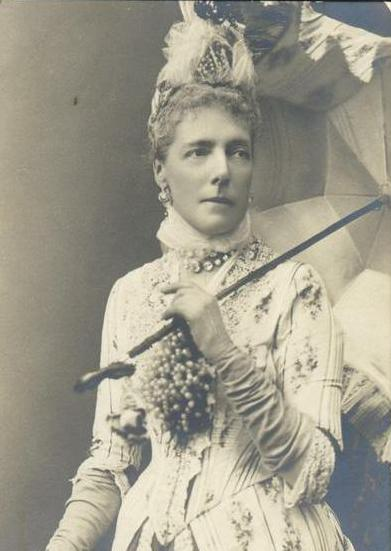
Marie Henriette, um 1875

Neben Pferden mochte Marie Henriette Hunde und Vögel, insbesondere Aras; ferner arrangierte sie gerne Blumendekorationen in ihren Räumlichkeiten. Sie hatte aber nicht nur eine große Tierliebe, sondern widmete sich als sehr religiöse Frau auch karitativen Projekten. Während des Deutsch-Französischen Kriegs von 1870/71 half sie beim Verbinden von Verwundeten, die mit Zügen nach Belgien transportiert worden waren. Sie förderte auch Musiker, Künstler sowie das Theaterleben und war eine Verehrerin Richard Wagners. In ihrem Schloss in Laeken ließ sich Marie Henriette, die gut Klavier und Harfe spielte, ein Theatrophon einbauen und konnte so daheim den im königlichen Brüsseler Opernhaus aufgeführten Gesangsdarbietungen lauschen. Auch als Amateurmalerin betätigte sie sich; so schuf sie etwa Aquarelle.
Marie Henriette zog sich 1895 nach Spa zurück, wo sie eine in einem Park gelegene Villa gekauft hatte. Zu ihrer allein in Belgien verbliebenen Tochter Clementine, die nun die repräsentativen Pflichten übernahm, hatte sie ein kühles Verhältnis. Die Königin stand aber mit ihrer angeheirateten Tante Anna, Gräfin von Meran (geborene Plochl), der Frau ihres Onkels Johann in Briefkontakt. Sie frönte der Gartenarbeit, war weiterhin karitativ aktiv und ging ihren künstlerischen und musikalischen Interessen nach. Bisweilen erschien sie auf Reitturnieren. Zu ihren Vertrauten gehörte ihr Neffe, Prinz Albert.
Die Sorgen wegen der unglücklichen Ehen ihrer beiden älteren Töchter und ihre langjährigen eigenen Eheprobleme hatten Marie Henriette vorzeitig altern lassen. Seit 1899 wurde sie immer kränker, lebte nun völlig isoliert und hatte zu ihrem Gatten und ihren Töchtern kaum noch Kontakt. Einsam starb sie am 19. September 1902 nach einem schweren Asthmaanfall und Herzkrämpfen mit 66 Jahren an einem Herzschlag und wurde in der königlichen Krypta der Liebfrauenkirche in Brüssel beerdigt. Leopold II. hatte seinen Töchtern verboten, Marie Henriette in ihren letzten Stunden zu besuchen und an ihrer Beisetzung teilzunehmen.